# Federazione di rugby a 13 della Nuova Zelanda
La New Zealand Rugby League (NZRL) è l'organo amministrativo del rugby a 13 in Nuova Zelanda. La federazione è stata fondata il 25 aprile 1910 in occasione della preparazione del tour della nazionale neozelandese in Gran Bretagna dello stesso anno.
Oltre ad amministrare la nazionale neozelandese, la NZRL gestisce anche la National Competition, ovvero il massimo campionato per club neozelandesi.